# NGC 5463
NGC 5463 est une vaste galaxie spirale (lenticulaire ?) située dans la constellation du Bouvier. Sa vitesse par rapport au fond diffus cosmologique est de 7 346 ± 23 km/s, ce qui correspond à une distance de Hubble de 108,4 ± 7,6 Mpc (∼354 millions d'al). NGC 5463 a été découverte par l'astronome germano-britannique William Herschel en 1784.

## Groupe de NGC 5532
Selon Abraham Mahtessian, NGC 5463 fait partie du groupe de NGC 5532, la galaxie la plus brillante de ce groupe. Ce groupe de galaxies compte au moins quatre membres. Les quatre autres galaxies du groupe sont NGC 5482, NGC 5532, et NGC 5550.
À ces quatre galaxies, il faudrait peut-être ajouter la galaxie LEDA 3819530 dont on peut trouver les renseignements sur la base de données NASA/IPAC en utilisant la désignation NGC 5463B. La distance de Hubble de cette galaxie est égale à 112,42 ± 7,78 Mpc (∼367 millions d'al). Étant donné les incertitudes de ces valeurs, NGC 5463 et NGC 5463B forment possiblement un couple physique et selon l'image obtenue des données du relevé SDSS, ces deux galaxies semblent même être en interaction gravitationnelle.